# Ребекка (мюзикл)
Ребекка — австрийский мюзикл, основанный на одноименном романе Дафны Дюморье. Его авторы — Михаэль Кунце (либретто) и Сильвестр Левай (музыка), авторы мюзиклов «Элизабет», «Моцарт!» и «Мария-Антуанетта».

## Аннотация
Сюжет, близкий к сюжету оригинального произведения, разворачивается вокруг Максима де Винтера, его новой супруги и миссис Дэнверс, домоправительницы его корнуэльского поместья Мэндерли. Последняя глубоко возмущена вторжением главной героини в мир, где властвовала первая миссис де Винтер, роскошная и загадочная Ребекка, погибшая во время кораблекрушения.
С музыкальной точки зрения мюзикл довольно разнообразен: романтичные баллады, динамичные хоровые номера, мощные, практически оперные партии.

## Сюжет
Пролог. Главная, но от этого не менее безымянная героиня (в дальнейшем просто «Я») вспоминает о жизни, которую она и муж её, Максим де Винтер, вели в Мэндерли, родовом поместье де Винтеров. Много лет назад семейное гнездо было уничтожено пожаром, а хозяева подвергли себя добровольному изгнанию, но по ночам, во сне, Мэндерли вновь и вновь является «Я» во всём своём бывшем величии («Ich hab geträumt von Manderley»).

#### Акт 1
Увлекательная история начинается 24 апреля 1926 года в Монте-Карло, в холле роскошного отеля. «Я» служит компаньонкой у богатой, вздорной и не слишком молодой американки миссис ван Хоппер. В том же отеле остановился и Максим де Винтер, вдовец и владелец знаменитого английского поместья Мэндерли. Миссис ван Хоппер, неравнодушная к известным личностям, знакомится с ним, а затем представляет ему «Я». После поспешного и не слишком вежливого ухода де Винтера американка обвиняет в этом «Я» с её совсем не светскими манерами и заявляет, что у девушки нет ни малейшего шанса стать настоящей леди («Du wirst niemals eine Lady»).
На следующее утро «Я» спускается к завтраку одна, так как миссис ван Хоппер заболела. Максим присоединяется к ней и приглашает на автомобильную прогулку. Пользуясь нежданно-негаданно нагрянувшей свободой, она проводит с ним целый день («Am Abgrund»). То же повторяется и в течение последующих. Между ними завязываются дружеские отношения. Постепенно «Я» понимает, что влюбилась. И Максим симпатизирует ей, а моменты его замкнутости девушка объясняет недавно произошедшей в его жизни трагедией: год назад погибла его жена Ребекка, красотой, умом и очарованием которой восхищался весь высший свет («Er verlor unerwartet seine Frau Rebecca»).
Выздоровев, миссис ван Хоппер решает, что довольно с неё Старого Света. Следующим же пароходом они с компаньонкой отплывут в Америку. «Я» страдает из-за грядущего расставания с Максимом, но у неё нет даже возможности попрощаться с ним, так как он уехал на несколько дней. Уверенная, что они никогда больше не увидятся, она вспоминает счастливые дни, проведённые вместе, и мечтает навсегда сохранить их в своей памяти («Zeit in einer Flasche»). Внезапно появляется Максим. Узнав о планируемом отъезде, он предлагает «Я» стать его женой. Девушка в сомнениях: она — бедная и не слишком образованная «серая мышка»; англичанин же богат и знаменит. В конце концов она всё же принимает предложение, к вящему неудовольствию миссис ван Хоппер.
После скромной свадебной церемонии и медового месяца в Италии молодые отправляются в Мэндерли, где их встречают слуги («Die neue Mrs de Winter»), а также правая рука Максима, управляющий Фрэнк Кроули, и экономка миссис Дэнверс. Последняя предана Ребекке до чрезвычайности, поэтому появление «Я» она воспринимает как личное оскорбление и совершенно не скрывает этого.
Следующим утром миссис Дэнверс показывает «Я» дом, рассказывая с особым удовольствием о любимых вещах и привычках прежней миссис де Винтер. Становится ясно, что для этой женщины Ребекка всё ещё жива — или всё равно что жива («Sie ergibt sich nicht»). В поместье приезжают Беатрис, сестра Максима, и её муж Джайлс. Они с радостью принимают «Я» в свою семью («Die lieben Verwandten»).
Семейная идиллия в Мэндерли в самом разгаре («Bist du glüklich?»). «Я» удаётся уговорить Максима на бал-маскарад, чтобы продолжить традицию времён правления Ребекки. Счастье омрачено инцидентом с ценной фарфоровой статуэткой: «Я» разбила её в один из первых дней своего пребывания в Мэндерли, но побоялась в этом признаться, а когда одного из слуг обвинили в краже, ей пришлось, стыдясь собственной глупости и неуверенности, обо всём рассказать. Это небольшое происшествие до странности расстраивает Максима («Bist du böse?»).
Ночью молодожёнов наполняют неясное предчувствие грядущей беды и яростное желание справиться со всеми жизненными испытаниями («Hilf mir durch die Nacht»). Утром происходит телефонный разговор между «Я» и Беатрис. Последняя крайне взволнована психологическим состоянием своего брата («Was ist nur los mit ihm?»).
Гуляя в отсутствие Максима по поместью, «Я» внезапно встречает миссис Дэнверс в компании незнакомого человека. Это Джек Фавелл, двоюродный брат Ребекки. Экономка просит «Я» не рассказывать мистеру де Винтеру о его визите, так как тот относится к нему не слишком хорошо. Девушка обещает молчать. Фавелл уходит. Миссис Дэнверс заводит разговор о костюме, который «Я» собирается надеть на приближающийся бал, и советует скопировать наряд «леди в белом», изображённой на одном из фамильных портретов, а затем возвращается к своей любимой теме и рассказывает о том, с каким восхищением относились к Ребекке окружающие («Sie war gewohnt, geliebt zu werden»).
В гольф-клубе местные аристократы обсуждают грядущий бал-маскарад в Мэндерли, а заодно перемывают косточки новой его владелице и осуждают выбор Максима де Винтера («Wir sind Britisch»). В немецкой версии либретто, данная сцена заменена номером, в котором слуги Мэндерли обсуждают неловкость и неуклюжесть новой хозяйки.
В одном из отдалённых уголков поместья, на берегу моря, «Я» находит заброшенный навес для лодок. Около него она встречает полусумасшедшего юношу Бена. В спутанной речи молодого человека то и дело повторяется мысль о том, что «она», плохая и жестокая, теперь далеко и никогда более не вернётся («Sie’s fort»). На берегу появляется и подотставший во время прогулки Максим. Увидев, что жена разговаривает с Беном, он приходит в ярость. Агрессия его пугает «Я», и она убегает. Оставшись один, де Винтер сожалеет о том, что принял решение о возвращении в Мэндерли («Gott, warum?»).
«Я» обращается за разъяснениями к управляющему и узнает, что навес для лодок принадлежал Ребекке. Именно там началась её последняя лодочная прогулка, во время которой она не справилась с управлением и утонула. «Я» просит Фрэнка рассказать ей о Ребекке. Тот говорит, что она была самой красивой женщиной, которую он когда-либо видел, однако с «Я» Максим стал намного счастливее, поскольку есть вещи гораздо более важные, чем «вся красота этого мира» («Erlichkeit und vertrauen).
Наконец подходит время костюмированного бала. Огромный дом постепенно наполняется гостями («Der Ball von Manderley»). Среди них и миссис ван Хоппер. Узнав, что один из присутствующих джентльменов недавно овдовел, она заявляет, что клин клином вышибают, а самый лучший клин — это она сама («I’m an American woman»).
В своей спальне «Я», волнуясь, надевает роскошный костюм «леди в белом». Наряд очень ей идёт, и теперь она совершенно готова предстать перед гостями как новая хозяйка Мэндерли («Heut’ Nacht verzauer’ ich die Welt»).
Гостям объявляют о выходе миссис де Винтер. Звучит торжественная музыка, «Я» медленно, с достоинством спускается по лестнице… Однако появление её встречено не восторгом, а ужасом: на ней платье, как две капли воды похожее на костюм, который надевала Ребекка на прошлогодний бал. Максим вне себя. Он приказывает жене немедленно переодеться, и та убегает в слезах. На лестнице появляется миссис Дэнверс, чей коварный план увенчался успехом, и поёт свою песню триумфа.

#### Акт 2
Утро после бала. Максим не ночевал у себя, и «Я» бродит по дому, надеясь его найти. («Und Das und Das und Das») В бывшей комнате Ребекки она встречает миссис Дэнверс и обвиняет её в том, что ситуация с белым платьем была подстроена ею нарочно. Теперь экономке нет нужды отпираться: она признаётся, что действовала умышленно. Всеми её действиями и мыслями руководит верность Ребекке. Вновь она вспоминает об обожаемой хозяйке и призывает её вернуться в Мэндерли («Rebecca»). Постепенно воспоминания переходят в угрозы: миссис Дэнверс предлагает «Я» выброситься из окна комнаты на острые камни и покончить таким образом со своей никчёмной жизнью. Максим всегда будет любить только Ребекку, уверяет она, а «Я» не нужна на свете абсолютно никому («Nur ein Schritt»). «Я» близка к краю — и в прямом, и в переносном смысле, но в тот миг, когда она готова уже сделать тот самый шаг, о котором просит её миссис Дэнверс, раздаётся звук разорвавшейся ракеты — сигнал бедствия. Неожиданный шум разрушает тёмные чары и приводит «Я» в себя. Она выбегает из комнаты, чтобы узнать, что же произошло.
На берегу моря собралась огромная толпа. «Я» узнаёт, что в тумане на мель недалеко от поместья сел корабль, а во время спасательных работ водолазы обнаружили яхту, принёсшую гибель Ребекке. И не только яхту, но и тело её самой («Strandgut»).
У лодочного навеса «Я» встречает чудовищно подавленного Максима. «Всё кончено», — говорит он жене, и ей кажется, что муж имеет в виду конец их взаимоотношений. «Да, — признаёт она, — ты никогда не будешь принадлежать мне, потому что никто не сможет заменить тебе Ребекку» («Du liebst sie zu sehr»). Искреннее отчаяние девушки вынуждает Максима сделать признание: он никогда не любил Ребекку. Совсем напротив: он ненавидел её с того самого момента, когда через некоторое время после свадьбы понял, что женат на холодной, расчётливой и своевольной женщине. По его словам, она вела свободную жизнь, полную развлечений, и меняла любовников, как перчатки, а ему приходилось выносить это, чтобы не запятнать честь семьи. А в один прекрасный день Ребекка заявила мужу, что беременна от одного из своих любовников, но ребёнок будет воспитываться в их семье как наследник Максима. Это стало последней каплей. Де Винтер не справился с эмоциями и толкнул жену; она упала, ударилась головой и умерла. Чтобы скрыть своё преступление, он отнёс тело на лодку, вывел ее в море и потопил, а сам вернулся на берег вплавь («Kein Lächeln war je so kalt»).
Узнав о том, что Максим любит не Ребекку, а её, «Я» как по мановению волшебной палочки приобретает уверенность в себе, решительность и силу, которых ей так не хватало прежде. Даже новость о том, что муж совершил тяжкое преступление, совсем её не пугает. Она намерена помочь ему избежать наказания. Вместе с Беатрис, приехавшей подбодрить брата, они поют о том, что любящая женщина способна на всё ради своего мужчины («Die Stärke einer Frau»).
Тем временем все слуги в поместье почувствовали изменения, произошедшие в «Я». Теперь она стала настоящей хозяйкой Мэндерли, и даже постоянные напоминания миссис Дэнверс о Ребекке не могут её смутить. Первое, что делает «Я» в своём новом амплуа, — избавляется от вещей предшественницы и снимает табу с её комнаты («Mrs de Winter bin ich!»).
В связи с тем, что тело Ребекки было найдено, предварительное расследование по этому делу возобновляется. Предстоит решить, является ли её смерть несчастным случаем, самоубийством или же убийством. Максима вызывают в суд, и «Я» отправляется туда вместе с ним. В ходе заседания невыдержанный мистер де Винтер выходит из себя, что может крайне негативно отразиться на решении суда. Ситуацию спасает обморок «Я», вызванный крайней духотой в помещении. С ещё большей ясностью Максим осознаёт, что должен быть спокоен и сдержан ради благополучного исхода расследования и счастья своей молодой жены, и ему удаётся взять себя в руки («Die Voruntersuchung»).
В гостиной Мэндерли «Я» ждёт возвращения мужа, но вместо этого ей докладывают о приходе Джека Фавелла. Через некоторое время входит и Максим. Он совсем не рад визиту этого «родственничка» и спрашивает, что тому угодно. «Что мне угодно?» — повторяет Фавелл и излагает в подробностях, что же ему на самом деле нужно от жизни («Eine Hand wäscht die and’re Hand»). В Мэндерли он пожаловал ради того, чтобы шантажировать зятя. У него осталось письмо Ребекки, написанное в день смерти, и он полагает, что оно может вполне заинтересовать суд: ведь в нём нет ни намёка на самоубийство. Максим не хочет потакать шантажисту и вызывает в имение судью, полковника Джулиана. Изучив записную книжку Ребекки, они узнают, что в день смерти она была у гинеколога. Фавелл высказывает предположение, что та была беременна и это стало причиной, по которой муж убил её. Следующим утром представителю власти придётся отправиться в Лондон, чтобы выяснить правду, а пока Максим помещён под домашний арест.
Полковник, Фавелл и «Я» уезжают. В Мэндерли неспокойно: дом похож на растревоженный улей («Sie fuhr’n um acht»). Наконец раздаётся телефонный звонок, и Максим узнаёт, какую информацию «экспедиция» получила в Лондоне. Ребекка отнюдь не была беременна. У неё был рак, и ей оставалось жить всего несколько мучительных месяцев. Такого сильная и независимая женщина, которая боялась лишь боли и медленного угасания, вынести не могла. Максим понимает, что Ребекка спровоцировала его, убив таким образом сразу двух зайцев: она быстро и безболезненно скончалась и основательно испортила жизнь ему («Keiner hat sie durchschaut»).
Поздно ночью Максим встречает «Я» на железнодорожной станции. Все злоключения позади, а дальше их ждёт только тихое и безоблачное счастье («Jenseits der Nacht»). До рассвета ещё далеко, однако «Я» замечает на горизонте какое-то странное зарево. Горит Мэндерли!
Пожар имеет нешуточный размах. Слуги пытаются справиться с огнём, но все их усилия напрасны. Фрэнк сообщает хозяину, что пожар устроен миссис Дэнверс, так и не сумевшей принять истину о смерти той, кого любила больше жизни. Постепенно огонь уничтожает поместье, но к грусти Максима примешивается и чувство облегчения: вместе с домом его предков сгорят и тёмные призраки, обитавшие в нём. И прежде всего — призрак Ребекки («Manderley in Flammen»).
Прошли годы. Кольцо композиции замкнулось, и мы вновь становимся свидетелями сна главной героини. Максим и «Я» живут в дешёвом отеле — в равном удалении от знакомых из высшего общества и от Мэндерли. Но полностью забыть великолепие и красоту этого места невозможно, и временами «Я» возвращается туда во сне… (Реприза «Ich hab’ geträumt von Manderley»).

## Венская постановка

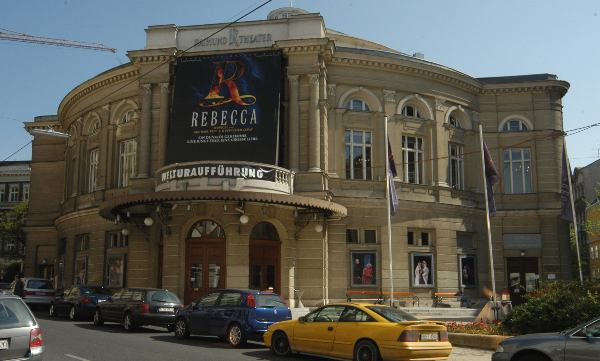
Мюзикл «Ребекка» в Раймунд-театре

Премьера мюзикла «Ребекка» состоялась 28 сентября 2006 года в Раймунд-театре.

### Постановочная группа
- Режиссёр: Франческа Замбелло
- Хореограф: Denni L. Sayers
- Музыкальный супервайзер: Seann Alderking
- Музыкальный руководитель: Caspar Richter
- Постановщик: Peter J. Davison
- Дизайнер костюмов: Birgit Hutter
- Дизайнер света: Andrew Voller
- Дизайнер проекций: Sven Ortel
- Звукорежиссёр: Hendrik Maassen

### Основные роли
- «Я» («Ich»): Вицке Ван Тонгерен
- Максим де Винтер (Maxim de Winter): Уве Крёгер
- Миссис Денверс (Mrs. Danvers): Сюзан Ригвава-Дюма
- Миссис Ван Хоппер (Mrs. Van Hopper): Carin Filipcic (второй сезон с 06.09.2007 по 29.12.2007 Marika Lichter)
- Беатрис (Beatrice): Kerstin Ibald (alternate Mrs. Danvers)
- Джек Фавелл (Jack Favell): Карстен Леппер (третий сезон с 06.09.2008 — Ramin Dustdar)
- Фрэнк Кроули (Frank Crawley): Андре Бауер
- Бен (Ben): Norberto Bertassi
- Полковник Джулиан(Oberst Julian): Thomas Bayer (третий сезон с 06.09.2008 — Dennis Kozeluh)

### Другие роли
- Джайлз (Giles): Marcel Meyer (третий сезон с 06.09.2008 — Fernand Delosch)
- Хорридж (Horridge): Kai Peterson
- Фриц (Frith): Andreas Kammerzelt
- Роберт (Robert): Oliver Mülich (третий сезон с 06.09.2008 — Oliver Wejwar)
- Кларис (Clarice): Jana Stelley
- Миссис Резерфорд (Mrs. Rutherford): Katarina Dorian

### Ансамбль
Kathleen Bauer, Nathalie Kleeberger, Bettina Bogdany, Claudie Reinhard, Sigrid Brandstetter, Joana Fee Würz (замена «Ich»), Michaela Christl (замена Mrs. Danvers), Robert D. Marx, Katharina Dorian, Tim Reichwein (замена Maxim de Winter), Lucius Wolter(замена Maxim de Winter), Henrik Sehnert, Christoph Sommersguter, Jana Stelley(замена «Ich»)

### Свинги
Matilda Hansson, Simon Eichenberger, Katrin Mersch, Noud Hell, Tina Schöltzke, Karsten Kammeier, Fritz Schmid (замена Бена)

## Венгерская постановка
Премьера венгерской постановки «Ребекки» состоялась 18 марта 2010 года в будапештском Театре оперетты. Режиссёр – Миклош-Габор Кереньи. Автор венгерского текста – Петер Сиами Мюллер.

### Основные роли
- «Я» — Дора Синетар (до 06.2012), Жужи Ваго, Бернадетт Ваго (с 09.2012)
- Максим де Винтер — Золтан Берецки (до 06.2012), Сильвестр Сабо П., Жолт Хоммонай (с 09.2012)
- Миссис Дэнверс — Кото Йонзо, Лилла Пойак, Вероника Надаши
- Джек Фавелл — Арпад Жолт Месарош, Адам Балинт
- Миссис Ван Хоппер — Андреа Сулак, Анна Пеллер
- Фрэнк Кроули — Томаш Фёлдеш, Аттила Палфалви
- Беатриса — Николетт Фюреди, Вероника Надаши
- Бэн — Давид Пиргел, Ласло Санто

## Постановки в мире
6 апреля 2008 года состоялась премьера мюзикла «Ребекка» в Токио (Япония), 28 августа 2008 года в Хельсинки (Финляндия).
В конце венского представления 4 ноября 2007 года Катрин Цейхнер, управляющая VBW (Vereinigte Bühnen Wien Ges.m.b.H.), сделала объявление о том, что рассматривается возможность бродвейской постановки «Ребекки» в 2010 году, а 6 сентября 2008 года, после предпремьерного показа третьего сезона венской постановки «Ребекки», контракт был подписан прямо на сцене Раймунд-театра.

## Московская постановка
19 мая 2008 года был подписан контракт между российской арт-группой Fellowship и VBW-Kulturmanagement- und Veranstaltungsgesellschaft GmbH.
Премьера состоялась 29 марта 2009 года на сцене ТЦ «Арт-Вояж» на Дубровке.

### Постановочная группа

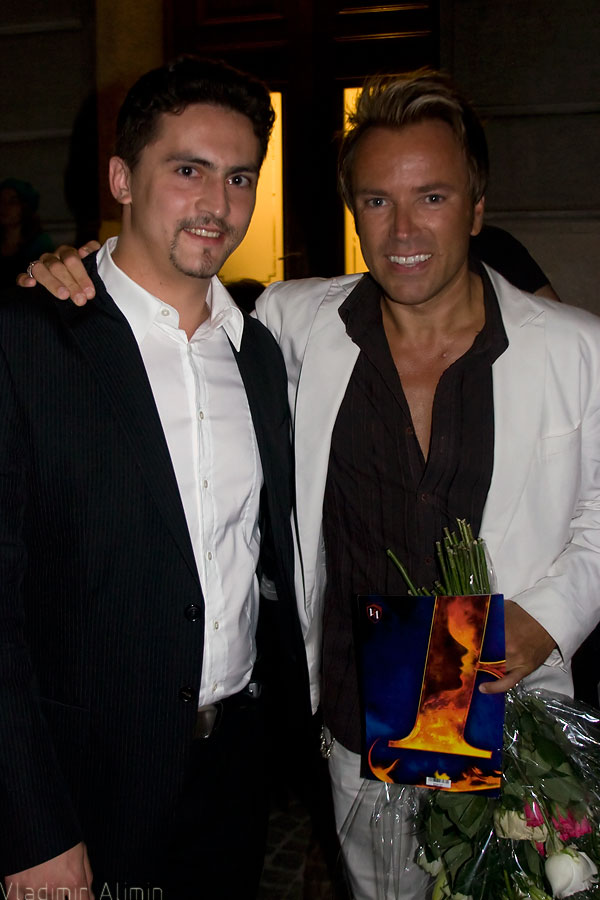
Павел Четверин и Уве Крёгер.
Исполнители роли Максима де Винтера в московской и венской постановках.
Вена. 19 сентября 2009 года.

- Режиссёры: Елена Дорохина и Наталия Полянская
- Технический директор: Владимир Алимин
- Музыкальный руководитель: Мария Цодокова
- Хореографы: Анастасия Базарова и Татьяна Жебынёва
- Хормейстеры: Анастасия Вьюнова и Полина Арцис
- Дирижёр: Александра Неронова
- Ассистент режиссёра: Ольга Златогорская
- Реквизит и декорации: Юрий Орлов и Павел Четверин
- Дизайнер костюмов: Татьяна Емельянова
- Дизайнер света: Евгений Корчинский, Ольга Платонова и Екатерина Платонова
- Дизайнеры проекций: Татьяна Емельянова и Елена Дорохина
- Звукорежиссёры: Владимир Алимин, Елена Певчева, Василий Лапидовский

### Основные роли
- «Я»: Ирина Круглова, Анна Турчик (второй состав)
- Максим де Винтер: Павел Четверин, Юрий Ильин (второй состав)
- Миссис Денверс: Мария Цодокова, Ольга Игнаткина (второй состав)
- Миссис Ван Хоппер: Татьяна Емельянова, Полина Арцис (второй состав)
- Беатрис: Дарья Железнова, Галина Киселёва (второй состав)
- Джек Фавелл: Илья Школьников
- Фрэнк Кроули: Роман Сусалёв, Владимир Погонец (второй состав)
- Бен: Владимир Королёв
- Полковник Джулиан: Владимир Погонец, Андрей Малышев (второй состав)

### Другие роли
- Джайлз: Кирилл Дидковский, Роман Сусалёв (второй состав)
- Хорридж: Олег Горобец
- Фриц: Иван Перепёлкин, Андрей Попов (второй состав)
- Роберт: Антон Кузнецов, Антон Соколов (второй состав)
- Кларис: Анастасия Базарова, Екатерина Смирнова (второй состав)

### Ансамбль
Н. Варёнова, М. Гаврилина, А. Иванкина, Г. Киселёва, А. Котянина, Д. Лукьянов, А. Малышев, Г. Лыкин, А. Меньков, С. Нам, Е. Смирнова, К. Савченко, М. Сергеева, М. Смолина, С. Устюгова, Е. Фриденберг, А. Голубева, Ю. Заславская, У. Хомякова

### Танцевальный Ансамбль
Н. Васильев, И. Варывдина, Д. Иванов, О. Камалова, Е. Левина, Е. Маврикиди, Е. Марюткина, Б. Силантьев, С. Смирнов, Е. Стулова, Д. Сундукова, Т. Урчева, В. Челпанов, В. Яшунский.

## Сцены
| Первый АКТ 1. Ich hab geträumt von Manderley («Ich», Schatten) Вчера мне снился Мэндерли («Я», Тени) 2. Du wirst niemals eine Lady (Mrs. van Hopper, «Ich») Никогда не станешь леди! (Миссис Ван Хоппер, «Я») 3. Er verlor unerwartet seine Frau Rebecca (Ensemble) Он внезапно потерял жену, Ребекку (Ансамбль) 4. Am Abgrund («Ich», Maxim) Над бездной («Я», Максим де Винтер) 5. Zeit in einer Flasche («Ich») Время во флаконе («Я») 6. Hochzeit (Instrumental) Свадьба (Инструментал) 7. Die neue Mrs. de Winter (Ensemble, Mrs. Danvers, Crawley) Новая миссис де Винтер (Ансамбль, Миссис Дэнверс, Фрэнк Кроули) 8. Sie ergibt sich nicht (Mrs. Danvers) Ты не сдашься им (Миссис Дэнверс) 9. Die lieben Verwandten (Beatrice, «Ich», Giles) Любимые родственники (Беатрис, «Я», Джайлз) 10. Bist Du glücklich? («Ich», Maxim) Макс, ты счастлив? («Я», Максим де Винтер) 11. Bist Du böse? («Ich», Maxim) Макс, ты злишься? («Я», Максим де Винтер) 12. Hilf mir durch die Nacht («Ich», Maxim) Ночь мне освети («Я», Максим де Винтер) 13. Was ist nur los mit ihm? (Beatrice) Что же случилось с ним? (Беатрис) 14. Sie war gewohnt, geliebt zu werden (Mrs. Danvers, Favell) Она привыкла быть любимой (Миссис Дэнверс, Джек Фавелл) 15. Rebecca — Version 1 (Mrs. Danvers, Ensemble) Ребекка — 1 (Миссис Дэнверс, Ансамбль) 16. Wir sind britisch (Ensemble) Мы британцы (Ансамбль) 17. Sie’s fort (Ben) Её нет (Бен) 18. Gott, warum? (Maxim) Ах, зачем? (Максим де Винтер) 19. Ehrlichkeit und Vertrauen (Crawley) Доброта и сердечность (Фрэнк Кроули) 20. Ball von Manderley (Ensemble) Бал в Мэндерли (Ансамбль) 21. I’m an American Woman (Mrs. van Hopper) I’m an American Woman (Миссис Ван Хоппер) 22. Heut Nacht verzaubere ich die Welt («Ich») Сегодня станет мир моим («Я») 23. Finale Erster Akt (Mrs. Danvers & Ensemble) Финал первого акта (Миссис Дэнверс и Ансамбль) | Второй АКТ 1. Entr’acte (Instrumental) Увертюра (Инструментал) 2. Und Das und Das und Das («Ich») Всё делаю я не так («Я») 3. Rebecca — Version 2 (Mrs. Danvers, «Ich», Schatten) Ребекка — 2 (Миссис Дэнверс, «Я», Тени) 4. Nur ein Schritt (Mrs. Danvers) Шаг один (Миссис Дэнверс) 5. Strandgut (Ensemble, «Ich», Crawley, Favell) Что море даст нам (Ансамбль, «Я», Фрэнк Кроули, Джек Фавелл) 6. Sie’s fort — Reprise (Ben) Её нет — Реприза (Бен) 7. Du liebst sie zu sehr («Ich») Ты любишь её («Я») 8. Kein Lächeln war je so kalt (Maxim) Улыбка как лёд была (Максим де Винтер) 9. Die Stärke einer Frau (Beatrice, «Ich») Женская власть (Беатрис, «Я») 10. Die Neue Mrs. de Winter — Reprise (Ensemble) Новая миссис де Винтер — Реприза (Ансамбль) 11. Mrs. de Winter bin Ich! («Ich», Mrs. Danvers) Миссис де Винтер здесь я! («Я», Миссис Дэнверс) 12. Die Voruntersuchung (Ensemble) Дознание (Ансамбль) 13. Eine Hand wäscht die andre Hand (Favell) Знание — сила, молчание — клад (Джек Фавелл) 14. Sie’s fort — Reprise (Ben) Её нет — Реприза (Бен) 15. Sie fuhr’n um Acht (Ensemble) Ушла с утра (Ансамбль) 16. Keiner hat Sie durchschaut (Maxim) Кто представить бы мог (Максим де Винтер) 17. Rebecca — Reprise (Mrs. Danvers, Schatten) Ребекка — Реприза (Твой голос слышу) (Миссис Дэнверс, Тени) 18. Jenseits der Nacht («Ich», Maxim) Ночь позади («Я», Максим де Винтер) 19. Manderley in Flammen (Ensemble, Crawley, Maxim) Мэндерли пылает (Ансамбль, Фрэнк Кроули, Максим де Винтер) 20. Ich hab geträumt von Manderley («Ich», Schatten) Вчера мне снился Мэндерли («Я», Тени) |

## Аудиоверсии
- К премьере спектакля был выпущен сингл «The Power of a woman in love» в исполнении Глории Гейнор.
- 24 ноября 2006 года был выпущен OCR , включающий в себя следующие песни:

1. ICH HAB GETRÄUMT VON MANDERLEY «Я», Тени
2. ZEIT IN EINER FLASCHE «Я»
3. DIE NEUE MRS. DE WINTER Ансамбль, Миссис Денверс, Фрэнк Кроули
4. SIE ERGIBT SICH NICHT Миссис Денверс
5. DIE LIEBEN VERWANDTEN SIND IMMER DABEI Беатрис, «Я», Джайлз
6. WAS IST NUR LOS MIT IHM? Беатрис
7. WIR SIND BRITISCH Ансамбль
8. SIE´S FORT Бен
9. GOTT, WARUM? Максим де Винтер
10. EHRLICHKEIT UND VERTRAUEN Фрэнк Кроули
11. DER BALL VON MANDERLEY Ансамбль
12. I´M AN AMERICAN WOMAN Миссис Ван Хоппер
13. WAS ICH AUCH TU, IST FALSCH* «Я»
14. REBECCA** Mrs. Danvers, «Я», Тени
15. STRANDGUT Ensemble, «Я», Фрэнк Кроули, Джек Фавелл
16. KEIN LÄCHELN WAR JE SO KALT Максим де Винтер
17. DIE STÄRKE EINER LIEBENDEN FRAU Беатрис, «Я»
18. MRS. DE WINTER BIN ICH «Я», Миссис Денверс
19. EINE HAND WÄSCHT DIE ANDRE HAND Джек Фавелл
20. JENSEITS DER NACHT «Я», Максим де Винтер
21. MANDERLEY IN FLAMMEN Ансамбль, Фрэнк Кроули
22. ICH HAB GETRÄUMT VON MANDERLEY «Я», Тени, Ансамбль

(REPRISE & FINALE II)
* в сценической версии «Und das und das und das»

** вариант из второго акта
- Запись концертного выступления состоялась 6 и 7 июня 2007 года. С 19 октября 2007 диск The Complete Recording доступен в продаже. Он включает в себя бонус трек — «I’m an American Woman» в исполнении Марики Лихтер, новой Миссис Ван Хоппер.

- Запись аудиоверсии основного венгерского состава была выпущена в мае 2010 года. Она включила в себя 16 треков.